# هوبير هيرون
هوبير هيرون (بالإنجليزية: Hubert Heron)‏ هو لاعب كرة قدم بريطاني (وحمل سابقاً جنسية المملكة المتحدة لبريطانيا العظمى وأيرلندا) في مركز الهجوم، ولد في 30 يناير 1852 في لندن في المملكة المتحدة، وتوفي في 5 يونيو 1914. شارك مع منتخب إنجلترا لكرة القدم. أما مع النوادي، فقد لعب مع Wanderers F.C. ‏.

## وصلات خارجية
- هوبير هيرون على موقع ناشيونال فوتبول تيمز (الإنجليزية)